# Батуринська волость (Конотопський повіт)
Батуринська волость — історична адміністративно-територіальна одиниця Конотопського повіту Чернігівської губернії з центром у містечку Батурин.
Станом на 1885 рік складалася з 18 поселень, 31 сільської громади. Населення — 11877 осіб (5917 чоловічої статі та 5960 — жіночої), 2383 дворових господарства.
|                     | Площа, десятин | У тому числі орної, дес. |
| ------------------- | -------------- | ------------------------ |
| Сільських громад    | 15654          | 9012                     |
| Приватної власності | 4929           | 2753                     |
| Казенної власності  | 3624           | 138                      |
| Іншої власності     | 393            | 192                      |
| Загалом             | 25134          | 19588                    |

Основні поселення волості:
- Батурин — колишнє державне та власницьке містечко при річці Сейм за 26 верст від повітового міста, 3281 особа, 661 двір, 3 православні церкви, єврейський молитовний будинок, школа, лікарня, поштова станція, 2 постоялих двори, ренськовий погріб, 12 постоялих будинків, 14 лавок, базар по понеділках та п'ятницях. За 4 версти — цегельний завод. За 7 верст — Батуринський Крупицький Миколаївський чоловічий монастир з 3 православними церквами та водяним млином.
- Городище — колишнє державне село при струмкові, 3279 осіб, 573 двори, православна церква, школа, богодільня, 5 постоялих будинків, 5 вітряних млинів.
- Обмачів — колишнє державне та власницьке село при річці Сейм, 2306 осіб, 434 дворів, православна церква, школа, 3 постоялих будинки, лавка.
- Пальчики  — колишнє державне та власницьке село при струмкові, 1091 особа, 194 двори, православна церква, постоялий будинкок, 2 вітряних млини, крупорушка.